# Osthavelländische Kreisbahnen
Osthavelländische Kreisbahnen war die Bezeichnung einer Bahngesellschaft in Brandenburg und Berlin. Die Gesellschaft firmiert heute unter dem Namen Havelländische Eisenbahn. Sie betrieb mehrere Bahnstrecken. Neben den aufgeführten gehört auch die Bötzowbahn dazu. Der Verkehr wurde mittlerweile fast vollständig aufgegeben.

## Geschichte
| Kopfbahnhof Streckenanfang (Strecke außer Betrieb)        | 0,0  | Nauen Klbf Anschluss Bahnstrecke Berlin–Hamburg ⊙ | Nauen Klbf Anschluss Bahnstrecke Berlin–Hamburg ⊙ |
|                                                           |      |                                                   |                                                   |
| Abzweig geradeaus und nach links (Strecke außer Betrieb)  |      | nach Velten und Wustermark                        | nach Velten und Wustermark                        |
| Haltepunkt / Haltestelle (Strecke außer Betrieb)          | 2,1  | Nauen Chausseestraße (Berliner Straße) ⊙          | Nauen Chausseestraße (Berliner Straße) ⊙          |
| Haltepunkt / Haltestelle (Strecke außer Betrieb)          | 4,9  | Markau ⊙                                          | Markau ⊙                                          |
| Kreuzung geradeaus oben (Strecke geradeaus außer Betrieb) |      | Lehrte–Berlin                                     | Lehrte–Berlin                                     |
| Abzweig ehemals geradeaus und von links                   |      | von Neugarten                                     | von Neugarten                                     |
| ehemaliger Bahnhof                                        | 7,2  | Röthehof ⊙                                        | Röthehof ⊙                                        |
| Abzweig geradeaus und ehemals nach rechts                 |      | Strecke nach Brandenburg Krakauer Tor             | Strecke nach Brandenburg Krakauer Tor             |
| Blockstelle                                               |      | Etzin Mosolf ⊙                                    | Etzin Mosolf ⊙                                    |
| ehemaliger Haltepunkt / Haltestelle                       | 11,2 | Etzin ⊙                                           | Etzin ⊙                                           |
| ehemaliger Haltepunkt / Haltestelle                       | 12,6 | Vorketzin ⊙                                       | Vorketzin ⊙                                       |
| Kopfbahnhof Streckenende                                  | 15,6 | Ketzin ⊙                                          | Ketzin ⊙                                          |

| Kopfbahnhof Streckenanfang (Strecke außer Betrieb)         | 0,0  | Nauen Klbf Anschluss Berlin-Hamburger Bahn ⊙    | Nauen Klbf Anschluss Berlin-Hamburger Bahn ⊙    |
|                                                            |      |                                                 |                                                 |
| Abzweig geradeaus und nach rechts (Strecke außer Betrieb)  |      | nach Ketzin                                     | nach Ketzin                                     |
| Kreuzung geradeaus unten (Strecke geradeaus außer Betrieb) |      | Berlin–Hamburg                                  | Berlin–Hamburg                                  |
| Abzweig geradeaus und nach rechts (Strecke außer Betrieb)  |      | zur Berlin-Hamburger Bahn                       | zur Berlin-Hamburger Bahn                       |
| Abzweig geradeaus und von links (Strecke außer Betrieb)    |      | vom Kleinbahnhof (bis 1911) und von Oranienburg | vom Kleinbahnhof (bis 1911) und von Oranienburg |
| Haltepunkt / Haltestelle (Strecke außer Betrieb)           | 2,5  | Nauen Ludwig-Jahn-Straße ⊙                      | Nauen Ludwig-Jahn-Straße ⊙                      |
| Haltepunkt / Haltestelle (Strecke außer Betrieb)           | 4,3  | Nauen Stadtforst ⊙                              | Nauen Stadtforst ⊙                              |
| Haltepunkt / Haltestelle (Strecke außer Betrieb)           | 9,6  | Paaren ⊙                                        | Paaren ⊙                                        |
| Haltepunkt / Haltestelle (Strecke außer Betrieb)           | 10,7 | Perwenitz ⊙                                     | Perwenitz ⊙                                     |
| Haltepunkt / Haltestelle (Strecke außer Betrieb)           | 13,6 | Pausin ⊙                                        | Pausin ⊙                                        |
| Haltepunkt / Haltestelle (Strecke außer Betrieb)           | 16,5 | Wansdorf ⊙                                      | Wansdorf ⊙                                      |
| Haltepunkt / Haltestelle (Strecke außer Betrieb)           | 18,8 | Bötzow West ⊙                                   | Bötzow West ⊙                                   |
| Bahnhof (Strecke außer Betrieb)                            | 20,4 | Bötzow ⊙                                        | Bötzow ⊙                                        |
| Abzweig geradeaus und nach rechts (Strecke außer Betrieb)  |      | nach Berlin-Spandau ⊙                           | nach Berlin-Spandau ⊙                           |
| Haltepunkt / Haltestelle (Strecke außer Betrieb)           | 22,0 | Bötzow Nord ⊙                                   | Bötzow Nord ⊙                                   |
| Haltepunkt / Haltestelle (Strecke außer Betrieb)           | 22,9 | Marwitz ⊙                                       | Marwitz ⊙                                       |
| Abzweig ehemals geradeaus und von rechts                   |      | von Hennigsdorf                                 | von Hennigsdorf                                 |
| Bahnhof                                                    | 25,7 | Velten Kleinbahnhof ⊙                           | Velten Kleinbahnhof ⊙                           |
| Strecke                                                    |      | nach Kremmen                                    | nach Kremmen                                    |

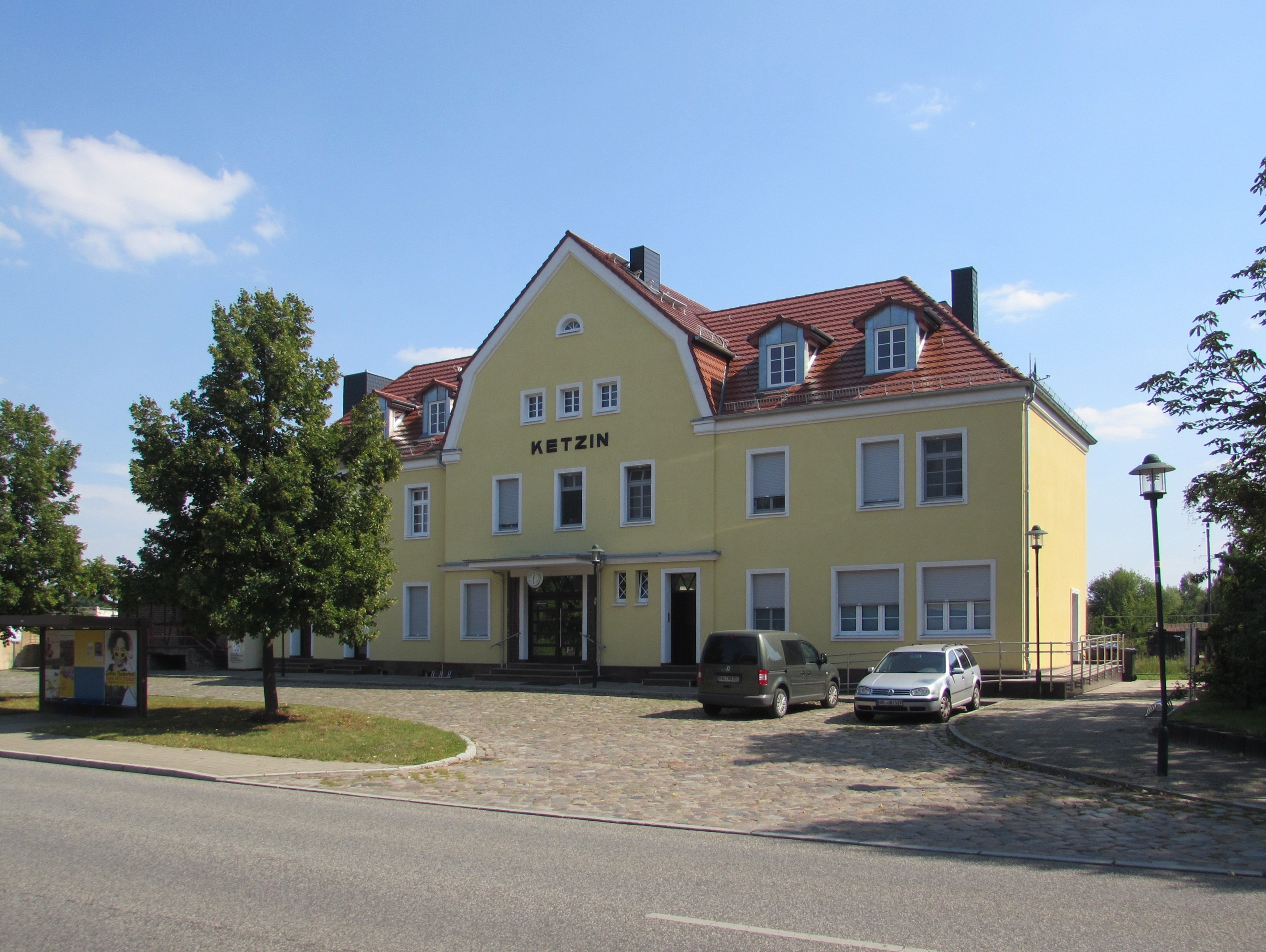
Bahnhof Ketzin

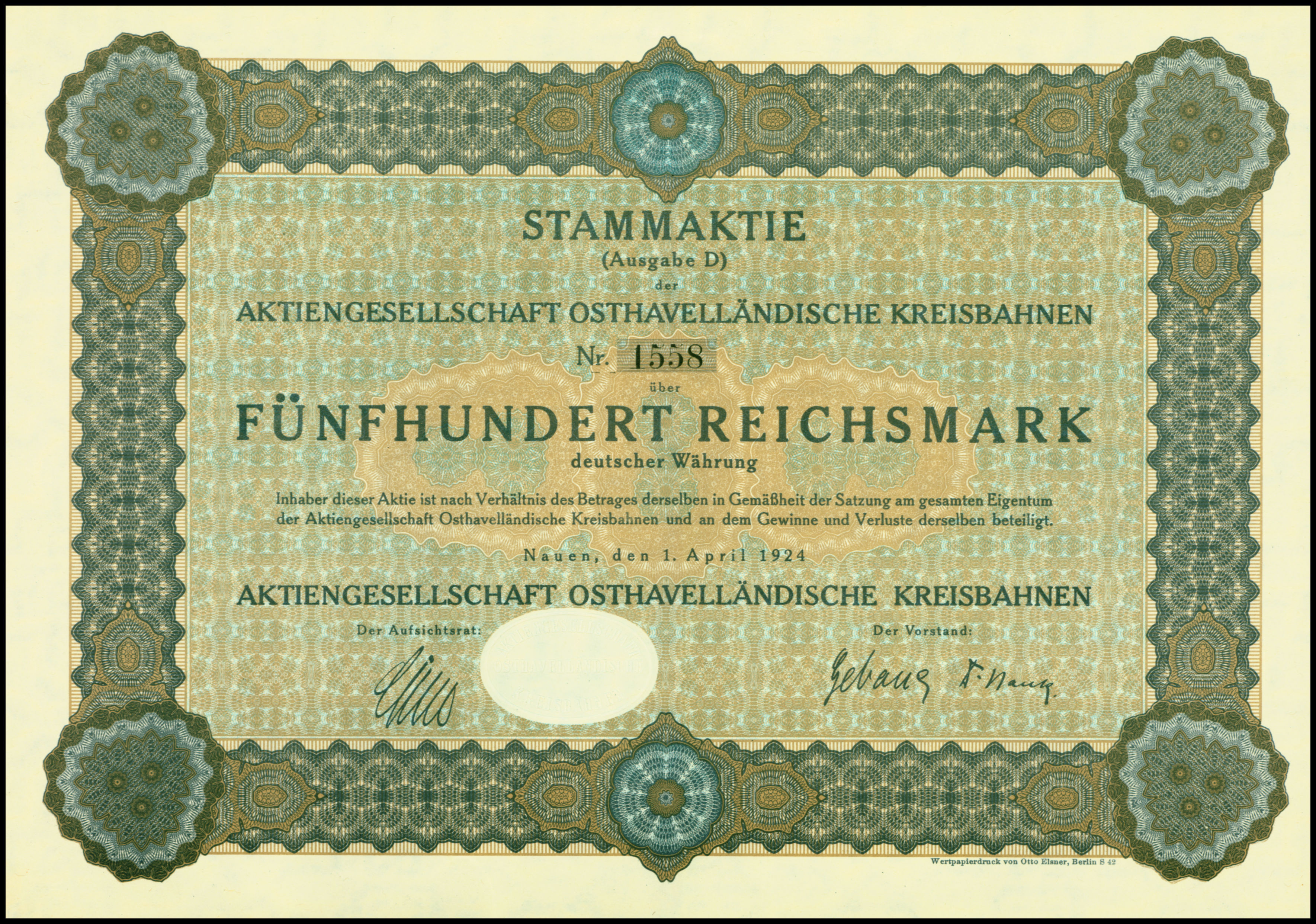
Aktie über 500 Reichsmark der AG Osthavelländische Kreisbahnen vom 1. April 1924

Unmittelbar nach dem Inkrafttreten des Preußischen Kleinbahngesetzes im Jahre 1893 beschlossen der Landkreis Osthavelland in der Provinz Brandenburg und die Gemeinden Nauen und Ketzin sowie die Zuckerfabrik Nauen, das Kreisgebiet mit Eisenbahnstrecken in der Fläche zu erschließen.
Als erste Strecke der Osthavelländischen Kreisbahnen wurde die 16 Kilometer lange Kleinbahn Nauen–Ketzin am 4. Oktober 1893 für den Güterverkehr und am 13. Dezember 1893 für den Personenverkehr eröffnet. Sie begann im Kleinbahnhof der Kreisstadt an der Bahnstrecke Berlin–Hamburg und führte nach Süden bis zur Havel. Dabei kreuzte sie die Bahnstrecke Berlin–Lehrte bei Röthehof, von wo seit dem 1. Juli 1896 eine Verbindungsbahn für die Übergabe von Güterwagen zur Station Neugarten bestand.
Für Rechnung des Kreises Osthavelland erbaute und betrieb die Aktiengesellschaft zwei weitere Kleinbahnstrecken, die sie 1924 aufkaufte und somit ihr Gesamtnetz damit auf 60 Kilometer Länge ausdehnte. Es handelte sich zum einen um die von Nauen in östlicher Richtung führende 26 Kilometer lange Strecke nach Velten, wo sie am 1. Oktober 1904 die von der Preußischen Staatsbahn betriebene Strecke Berlin–Kremmen erreichte. Diese Strecke begann in Nauen nördlich des Staatsbahnhofes, während die Ketziner Strecke südlich ihren Bahnhof hatte. Erst bei der Höherlegung der Staatsbahn wurde eine Unterführung gebaut und die Veltener Bahn in den südlichen Bahnhof eingeführt.
Als zweite Strecke zweigte von der Zwischenstation Bötzow seit dem 1. Juni 1908 (Personenverkehr ab 1. Mai 1909) noch die Bötzowbahn zum Spandauer Johannesstift ab.
Im Sommerfahrplan 1939 waren vier täglich verkehrende Verbindungen zwischen Nauen Kleinbahnhof und Ketzin vermerkt bzw. zurück drei (Kursbuchnummer 596 b), mit zwei bzw. drei zusätzlichen Zügen, hauptsächlich am Wochenende. Hinzu kamen bis zu fünf Linienbusse pro Richtung. Unter Auslassung von den Haltestellen "Nauen Berliner Straße" und "Röthehof" schafften die Busse die Strecke in etwa in der gleichen Fahrzeit, die bei den Zügen für die 15,6 km etwas unter 40 Minuten lag (und damit nur rund 10 Minuten langsamer waren als die heutige Busverbindung).
Nach 1945
Die Gesellschaft wurde 1946 von den Sowjetischen Besatzungsmacht in der Sowjetischen Besatzungszone enteignet und die Bahnen zunächst den Landesbahnen Brandenburg, dann der Deutschen Reichsbahn unterstellt. Nur der Berliner Teil der Bötzowbahn blieb der Gesellschaft erhalten. Die Personenzüge von Nauen nach Ketzin fuhren bis zum 22. Mai 1963. Der Kleinbahnhof Nauen wurde 1966 aufgegeben. Der Güterverkehr auf diesem Abschnitt wurde am 15. September 1997 zwischen der Mülldeponie Ketzin und Ketzin eingestellt, am 1. Juli 2000 zwischen dem Anschluss Mosolf und der Mülldeponie. Auf der Strecke Nauen–Velten wurde am 8. Dezember 1963 der Personenverkehr eingestellt, am 31. Mai 1964 der Güterverkehr. Sie wurde anschließend bis auf einen Rest in Nauen abgebaut.
Geplante Reaktivierung der Teilstrecke Ketzin–Röthehof/Neugarten für den Personenverkehr
Seit 2019 setzt sich die Stadt Ketzin intensiv für eine Nahverkehrsverbindung nach Wustermark (über Röthehof und Neugarten) ein. Eine Machbarkeitsstudie wurde im Dezember 2019 dem Land Brandenburg überreicht. Sie sieht den Einsatz batterieelektrischer Fahrzeuge vor, die im Stundentakt zwischen Ketzin und Wustermark pendeln sollen, wo Anschlussmöglichkeiten nach Potsdam und Berlin bestehen. Die Fahrzeit von Ketzin bis zum Berliner Hauptbahnhof soll rund 50 Minuten betragen (und damit 24 Minuten kürzer sein als heute). Die Kosten für die Reaktivierung liegen bei geschätzten 15 Millionen Euro.